# Joachim Philipkowski
Joachim Philipkowski (* 26. Februar 1961 in Mrągowo, Polen) ist ein deutscher Fußballtrainer und ehemaliger -spieler.

## Laufbahn
Seine Familie wanderte 1971 nach vielen vergeblichen Anträgen aus Masuren nach Deutschland aus. Er lebte mit seiner Familie zunächst in einem Aufnahmelager in Friedland, anschließend in Hamburg-Finkenwerder und Hamburg-Steilshoop. Als Jugendlicher spielte er beim HSV Barmbek-Uhlenhorst. In der Saison 1978/79 wurde er von Trainer Bernd Brehme auch in der Herren-Oberliga-Mannschaft eingesetzt und war dort Mitspieler von Andreas Brehme. Die beiden zogen durch ihre Leistungen bei Barmbek-Uhlenhorst in der Saison 1979/80 verstärkt das Interesse höherklassiger Vereine auf sich. Der als Außenstürmer eingesetzte Philipkowski hatte die Möglichkeit, im Sommer 1980 gemeinsam mit seinen Mannschaftskameraden Brehme und Sigmund Malek zum Zweitligisten 1. FC Saarbrücken zu gehen, entschied sich aber zum Verbleib in Hamburg, um seine Lehre zum Maschinenschlosser abzuschließen. Er wechselte im Sommer 1980 innerhalb der Oberliga zum FC St. Pauli. 1981 gewann er mit der Mannschaft den Oberliga-Meistertitel und wurde deutscher Amateur-Vizemeister. Ab Sommer 1981 war er neben seiner Tätigkeit als Spieler als Platz- und Maschinenwart beim FC St. Pauli angestellt. 1983 wurde er mit den Hamburgern wieder Meister der Oberliga Nord und stieg ein Jahr später in die 2. Bundesliga auf. 1984 stand er kurz vor einem Wechsel zum 1. FC Kaiserslautern, blieb aber in Hamburg und trat mit St. Pauli in der 2. Bundesliga an. Neben seiner Tätigkeit als Zweitligaspieler beim FC St. Pauli war er zeitweise als Fahrer und Bote für eine Versicherung beruflich tätig.
Philipkowski, dessen Wahlspruch „Kämpfen und noch einmal kämpfen!“ lautete, wechselte zu Beginn der Saison 1985/86 vom FC St. Pauli zum 1. FC Nürnberg. Er war in der Saison zuvor bei seinem Zweitliga-Auftritt mit dem FC St. Pauli gegen seinen Gegenspieler Roland Grahammer so positiv aufgefallen, dass gleich nach dem Spiel die Telefonnummern zwischen ihm und dem 1. FC Nürnberg ausgetauscht wurden. Die junge Club-Elf reizte ihn mehr als der Hamburger SV, der 1. FC Saarbrücken oder Hannover 96, die ebenfalls bei ihm angefragt hatten.
Nach seinem Wechsel wurde er schnell integriert, schaffte sofort den Sprung in die erste Mannschaft und wurde aufgrund seines Fleißes, seines Einsatzes und seiner guten Technik bald Leistungsträger. Der zuvor als Stürmer zum Einsatz gekommene Philipkowski wurde in Nürnberg von Trainer Hermann Gerland als Verteidiger eingesetzt. Er absolvierte von 1985 bis 1992 154 Erstligaspiele für den 1. FC Nürnberg, in denen ihm 13 Treffer gelangen.
Nachdem er seine aktive Zeit beim FC St. Pauli beendet hatte, war „Piepel“, so sein Spitzname, dort zunächst als Amateurtrainer. Er förderte unter anderem Zlatan Bajramović und Ivan Klasnić. Später wurde Philipkowski zusätzlich Co-Trainer der Profimannschaft und war als solcher am Bundesliga-Aufstieg 2001 beteiligt. Als im August 2002 Cheftrainer Dietmar Demuth entlassen wurde, übernahm er die Trainingsleitung, die ihm kurz darauf offiziell übertragen wurde. Sein Debüt als Pauli-Coach war nicht erfolgreich: die Hamburger kamen beim VfB Lübeck mit 0:6 unter die Räder. Im Dezember wurde auch ihm wegen anhaltender Erfolglosigkeit gekündigt. Im Mai 2003 wurde er Trainer der A-Jugend von Werder Bremen. Vom 1. November 2004 bis 29. November 2005 war er Trainer der Amateurmannschaft des HSV. In den Jahren 2005 bis 2007 trainierte er erneut die Amateurmannschaft des FC St. Pauli. 2007 übernahm er beim selben Verein die Leitung des Nachwuchsleistungszentrums. Philipkowski betreute die U19-Mannschaft als Cheftrainer, ehe er wieder die zweite Mannschaft (U23) übernahm. Diese betreute er bis zum Ende der Saison 2021/22. Anschließend wurde Philipkowski für den FC St. Pauli in der Spielersichtung tätig.